# カレン・ロバーツ
カレン・ロバーツ（Karen Ann Roberts　1976年10月26日- ）はイギリスのレディング出身の柔道選手。階級は63kg級。身長169cm。

## 人物
1992年の世界ジュニア56kg級では15歳11ヶ月の史上最年少で優勝を飾った(後に2010年の世界ジュニア44kg級において15歳9ヶ月で優勝した濱田早萌に記録を更新された)。ヨーロッパジュニアでは3位に終わった。その後階級を66kg級に上げると、1994年のヨーロッパジュニアで優勝した。1999年にはユニバーシアード63kg級で2位になると、地元イギリスのバーミンガムで開催された世界選手権では銅メダルを獲得した。2000年のシドニーオリンピックでは3回戦で敗れた。世界学生では2位に入った。2002年のヨーロッパ選手権で2位になると、英連邦競技大会では優勝を飾った。

## 主な戦績
- 1991年 - ヨーロッパユースオリンピックフェスティバル　52kg級　3位

56kg級での戦績
- 1992年 - 世界ジュニア　優勝
- 1992年 - ヨーロッパジュニア　3位

66kg級での戦績
- 1994年 - イギリス国際　優勝
- 1994年 - ヨーロッパジュニア　優勝

63kg級での戦績
- 1999年 - オーストリア国際　優勝
- 1999年 - イギリス国際　優勝
- 1999年 - ユニバーシアード　2位
- 1999年 - 世界選手権　3位
- 2000年 - 世界学生　2位
- 2001年 - イギリス国際　優勝
- 2002年 - ヨーロッパ選手権　2位
- 2002年 - 英連邦競技大会　優勝